# نماد دوستت دارم

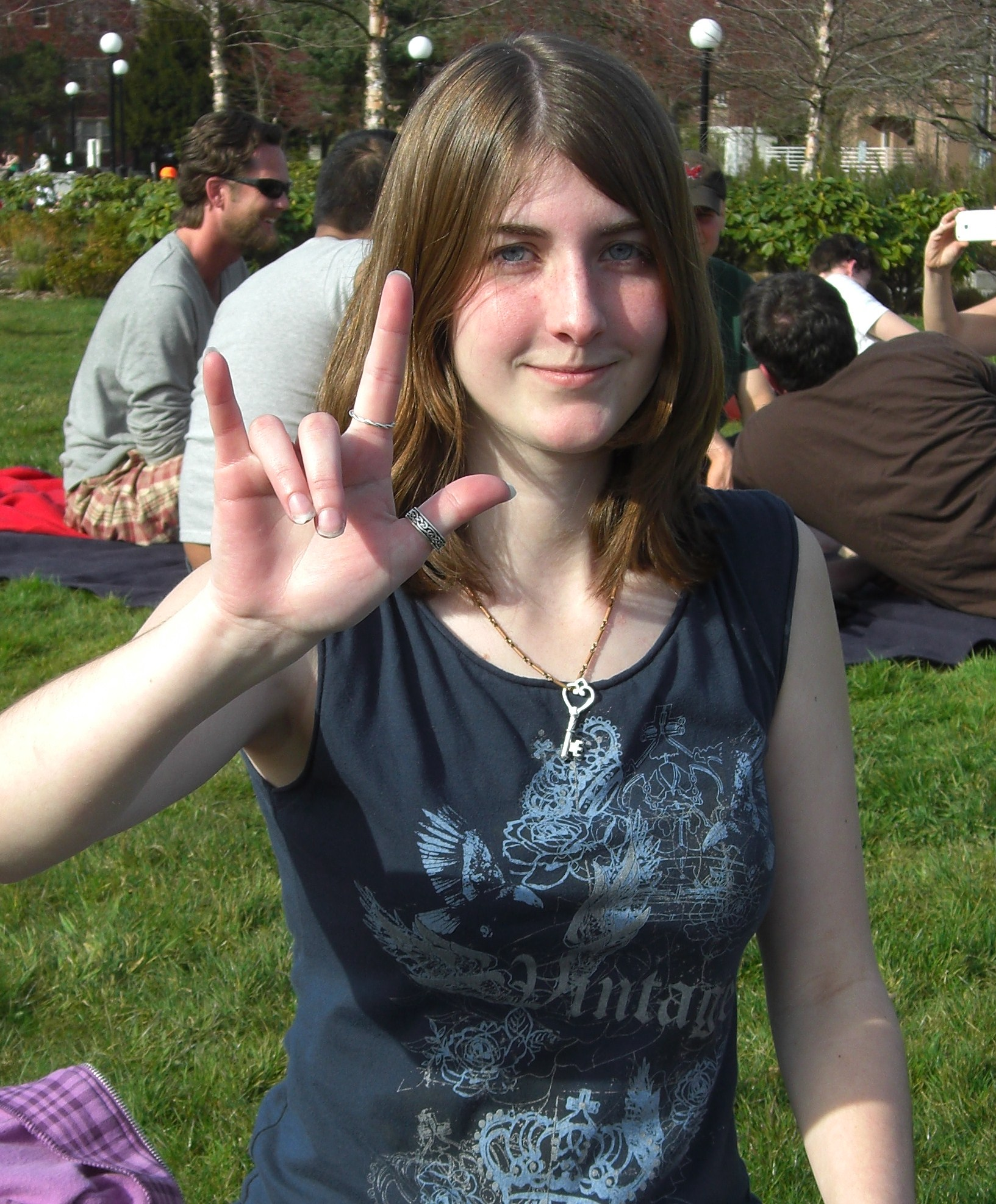
نماد دوستت دارم در زبان اشاره ویژه ناشنوایان

نماد دوستت دارم در زبان اشاره مخصوص ناشنوایان از ترکیب I و L و Y به وجود آمده است. در زبان اشاره آمریکایی این نماد برای I Love You به معنی دوستت دارم می‌باشد.
نماد شاخ شیطان مشابه این نماد است ولی نماد دوستت دارم در ناشنوایان با دست راست و شست باز نشان داده می‌شود ولی در شاخ شیطان یا دست شیطان با دست چپ و شست جمع شده، نمایش داده می‌شود.